# 南部選挙区 (アイスランド)
南部選挙区（アイスランド語: Suðurkjördæmi）とは、アイスランドの選挙区（アイスランド語: kjördæmi）全6区のうちの1区である。
中心都市はケプラヴィーク。

## 地理
6つの選挙区の中で最も広い選挙区であり、かつ他の5つの選挙区すべてに隣接している。この選挙区には多くの氷河が含まれている。具体的には、ヴァトナ氷河（一部は北東部選挙区に属する）、エイヤフィヤトラ氷河、ミールダルス氷河、ティンダフィヤトラ氷河、トルヴァ氷河などであり、選挙区の北端はホーフス氷河およびラウング氷河の南部となっている。

## 行政

### 構成地域
20の基礎自治体、5の県（シスラ）、3の地方を含む。
- 基礎自治体: en:Árborg, en:Ásahreppur, en:Bláskógabyggð, en:Flóahreppur, en:Garður, en:Grímsnes- og Grafningshreppur, グリンダヴィーク, ヘプン, en:Hrunamannahreppur, クヴェラゲルジ, en:Reykjanesbær, en:Mýrdalshreppur, en:Ölfus, en:Rangárþing eystra, en:Rangárþing ytra, en:Sandgerði, en:Skaftárhreppur, en:Skeiða- og Gnúpverjahreppur, ヴェストマンナエイヤル, Vogar
- 県（シスラ）: アウルネースシスラ, en:Gullbringusýsla, en:Rangárvallasýsla, en:Austur-Skaftafellssýsla, en:Vestur-Skaftafellssýsla
- 地方: アイスランド東部地方（ただし大部分は北東部選挙区に属する）、南部地方、南部半島地方（旧名レイキャネース地方）

### 都市
町 (town) の地位を有する（人口1,000人以上またはそれに準ずる）集落は16。人口順に並べると以下のようになる。

| - ケプラヴィーク (8,169) - セールフォス (6,574) - en:Njarðvík (4,400) - ヴェストマンナエイヤル (4,135) | - グリンダヴィーク (2,817) - クヴェラゲルジ (2,281) - ヘプン (2,200) - en:Sandgerði (1,723) | - en:Garður (1,451) - en:Þorlákshöfn (1,433) - en:Vogar (1,206) - en:Hvolsvöllur (800) | - Hella (750) - en:Eyrarbakki (577) - en:Stokkseyri (530) - ヴィーク・イ・ミールダル (300) |